# Zook-Kommission
Die Zook-Kommission (offiziell United States Education Mission to Germany) war eine nach ihrem Leiter George F. Zook benannte Kommission, die nach 1946 den Auftrag hatte, das deutsche Bildungssystem zu untersuchen und im Sinne der Reeducation Empfehlungen für eine Veränderung für die US-amerikanische Regierung zu erarbeiten.

## Kommission
Die Kommission wurde am 13. Juli 1946 im Auftrag des US-amerikanischen Präsidenten Harry S. Truman ins Leben gerufen. Die Leitung wurde dem Pädagogen George F. Zook (1885–1951), zuvor Präsident der University of Akron und Vorsitzender des American Council on Education, übertragen. Der Kommission gehörten zudem neun weitere Personen aus den alliierten Staaten an: Bess Goodykoontz, Henry Harrington Hill, Paul Moyer Limbert, Earl J. McGrath, Reinhold Niebuhr, Reverend Felix Newton Pitt, Lawrence Rogin, Thomas Vernor Smith, Helen C. White. Diese wurden von den renommierten deutschen Reformpädagogen Erich Hylla und Franz Hilker begleitet.
Nach Ankunft in Deutschland am 24. August informierten sich die Kommissionsmitglieder vier Wochen lang über das Schulwesen in Bayern, Großhessen und Württemberg-Baden. Am 20. September wurde der Bericht vorgelegt und am 12. Oktober veröffentlicht. Die Auflagenhöhe der deutschen Übersetzung Der gegenwärtige Stand der Erziehung in Deutschland betrug zunächst 20.000 Exemplare, die aber rasch ausverkauft waren, sodass 100.000 nachgedruckt wurden. Etwa 35.000 Exemplare verteilte man zusätzlich an Kultusministerien und Lehrkräfte.

## Empfehlungen
Die Kommission empfahl, eine sechsjährige Grundschule sowie darauf aufbauend in Anlehnung an US-amerikanische High Schools eine eingliedrige Sekundarstufe, die ebenfalls sechs Jahre dauern sollte, einzurichten. Im Mittelpunkt des Unterrichts sollten soziale Lernformen und die Vermittlung demokratischer Werte stehen. Der Schulbesuch und die Lernmittel sollten kostenfrei sein.
Einige Empfehlungen der Kommission verwirklichte der Alliierte Kontrollrat mit der Direktive 54. Man legte fest, dass jeder die gleichen Bildungsmöglichkeiten besitzen soll (Art. 1). Weiterhin legten die Alliierten fest, dass der Besuch öffentlicher Bildungseinrichtungen entgeltfrei ist und die Lernmittel kostenfrei gestellt werden (Art. 2). Außerdem sollte es ein Einheitsschulwesen bis zum Ende der Pflichtschulzeit mit 15 Jahren geben (Art. 4). Darüber hinaus bezog man auch den Vorschlag, einen demokratischen Lebensstil zu vermitteln, in die Direktive ein (Art. 5).
Schließlich scheiterten die Pläne für ein Einheitsschulwesen jedoch am Widerstand konservativer Philologen und Politiker, die Wert auf ein gegliedertes Schulsystem mit einem selektiven Gymnasium legten.